# Coppa Kirin
La Coppa Kirin (in giapponese キリンカップサッカー?, Kirin Kappu Sakkā; in inglese Kirin Soccer Cup) è un torneo di calcio amichevole organizzato in Giappone da Kirin Holdings con cadenza annuale fino al 2009.
Disputata per la prima volta nel 1978, la competizione vede sempre la partecipazione della nazionale giapponese, ma fino al 1991 vi parteciparono contemporaneamente sia squadre nazionali sia squadre di club. Dall'edizione del 1992 ad oggi, invece, sono ammesse solo rappresentative nazionali.
Oltre alla Coppa Kirin si svolge la Kirin Challenge Cup (in giapponese キリンチャレンジカップ、キリンチャレンジ杯?, Kirin Charenji Kappu, Kirin Charenji-hai), serie di amichevoli sponsorizzate da Kirin Holdings e giocate nel corso dell'anno.

## Albo d'oro
- 1978: Borussia Mönchengladbach ( Germania Ovest) e Palmeiras ( Brasile)
- 1979: Tottenham ( Inghilterra)
- 1980: Middlesbrough ( Inghilterra)
- 1981: Club Bruges ( Belgio)
- 1982: Werder Brema ( Germania Ovest)
- 1983: Newcastle Utd ( Inghilterra)
- 1984: Internacional ( Brasile)
- 1985: Santos ( Brasile)
- 1986: Werder Brema ( Germania Ovest)
- 1987: Fluminense ( Brasile)
- 1988: Flamengo ( Brasile)
- 1989: non disputata
- 1990: non disputata
- 1991:  Giappone
- 1992:  Argentina
- 1993:  Ungheria
- 1994:  Francia
- 1995:  Giappone
- 1996:  Giappone
- 1997:  Giappone
- 1998:  Rep. Ceca
- 1999:  Belgio e  Perù
- 2000:  Giappone e  Slovacchia
- 2001:  Giappone
- 2002:  Giappone
- 2003:  Argentina
- 2004:  Giappone
- 2005:  Perù e  Emirati Arabi Uniti
- 2006:  Scozia
- 2007:  Giappone
- 2008:  Giappone
- 2009:  Giappone
- 2011:  Giappone  Perù e  Rep. Ceca
- 2013:  Uruguay
- 2014:  Uruguay
- 2016:  Bosnia ed Erzegovina
- 2022:  Tunisia